# Dänische Badmintonmeisterschaft 1938
Die Dänische Badmintonmeisterschaft 1938 fand in Kopenhagen statt. Es war die achte Austragung der nationalen Titelkämpfe im Badminton in Dänemark.

## Titelträger
| Disziplin    | Sieger                                    |
| ------------ | ----------------------------------------- |
| Herreneinzel | Tage Madsen, Skovshoved IF                |
| Dameneinzel  | Tonny Olsen, Gentofte BK                  |
| Herrendoppel | Tage Madsen Carl Frøhlke, Skovshoved IF   |
| Damendoppel  | Bodil Rise Tonny Olsen, Gentofte BK       |
| Mixed        | Tage Madsen Bodil Strømann, Skovshoved IF |